# Внутриутробная гипоксия
Внутриутро́бная гипокси́я — кислородное голодание плода. Различают хроническую и острую, вплоть до асфиксии.

## Этиология
Причины гипоксии плода
- заболевания матери — лёгочные, сердечно-сосудистые;

снижение концентрации гемоглобина в крови матери;
- в нарушениях работы в области плаценты и пуповины;

нарушение газообмена через плаценту из-за её преждевременного отслоения
прерывание кровообращения через пуповину — узлы, сдавливание, обвитие плода
- анемия, врождённые пороки плода, длительное механическое сдавливание плода

## Патогенез
Недостаток кислорода приводит к изменениям в обмене веществ плода. Незначительный недостаток практически не оказывает влияния на организм плода из-за наличия компенсаторных механизмов, которые, однако, не способны полностью справиться с острой или долговременной гипоксией.
Тяжёлая гипоксия приводит к ишемии, некрозам и возможной смерти плода.

## Диагностика
Долговременная гипоксия характеризуется увеличением двигательной активности плода с последующим ослаблением и сохранением её на низком уровне (около 3х ощутимых шевелений в течение часа).
Электрокардиография плода позволяет установить нарушения его сердечной деятельности, появляющиеся при гипоксии. Доплерография используется для исследования кровообращения. Также применяется исследование околоплодных вод.

## Лечение
Так как гипоксия является следствием других заболеваний, то, кроме улучшающей снабжение плода кислородом терапии, необходимо проводить лечение основного заболевания.
При постельном режиме кровоснабжение матки улучшается что важно при хронической внутриутробной гипоксии.
На поздних стадиях беременности возможно применение кесарева сечения.
Так же можно провести газовый анализ крови посредством которого можно выявить гиперкапнию и гипоксемию.